# Тёмная сторона (телесериал)
Тёмная сторона (англ. Underbelly) — австралийский детективный телевизионный сериал, впервые появившийся на телеканале Nine Network 13 февраля 2008 года и показывавшийся вплоть до 1 сентября 2013 года. Всего было отснято шесть сезонов, каждый из которых основан на реальных событиях. В 2014 году был выпущен отдельный сиквел Fat Tony & Co. 8 ноября 2016 года было объявлено о возвращении сериала в 2017 году; новый сезон будет посвящён истории Марка Рида.
Официальный перевод сериала на русский язык — под названием «Криминальная Австралия» — был осуществлён телевизонным агентством «Русский репортаж».

## Сюжет
Первый сезон создан на основе книги журналистов Джона Сильвестера и Эндрю Рула «Свинцовое брюхо: преступный мир Австралии» (англ. Leadbelly: Inside Australia's Underworld); он повествует о так называемой гангстерской войне Мельбурна 1995—2004 годов. Второй сезон раскрывает предысторию первого, рассказывая о наркоторговле в Гриффите в 1976—1987 годах. Третий сезон посвящён криминальной жизни Кингс-Кросс в период с 1988 по 1999 годы. Три истории, соответствующие первым трём сезонам, были выпущены в виде книги в 2010 году.
Пятый сезон рассказывает о криминальной деятельности Энтони Периша, его брата Эндрю и их сообщников в первое десятилетие нового века; шестой охватывает события, произошедшие между 1915 и 1927 годом и связанные с именем Джозефа Тэйлора.